# Auckland Harbour Bridge
L'Auckland Harbour Bridge est un pont autoroutier à huit voies qui enjambe Waitemata Harbour à Auckland, en Nouvelle-Zélande.
Il rejoint Saint Marys Bay du côté de la ville d'Auckland et Northcote du côté de North Shore City.
Il fait partie de la New Zealand State Highway 1 et de l'Auckland Northern Motorway.
Le pont est exploité par la NZ Transport Agency (en).